# リトル巨人くん
『リトル巨人くん』（リトルきょじんくん）は、内山まもるの野球漫画。小学館の学年別学習雑誌や『コロコロコミック』に連載されていた。『小学二年生』1977年2月号が初出。同年4月号より『小学三年生』へと引き継がれる。

## 概要
多摩川小学校に在籍するサウスポーの小学生の滝巨人（たききよと、通称「巨人くん」）が読売ジャイアンツに入団し、エースとして活躍する様子を描いた作品。読売ジャイアンツが監修し、長嶋茂雄・王貞治など当時の野球選手が実名で数多く登場し、セントラル・リーグの選手のみならずオールスター戦等の関係でパシフィック・リーグの選手も登場している（この当時は交流戦が無かった為、パ・リーグのチームと対戦する機会がオープン戦、オールスター戦、日本シリーズでしか機会が無かった）。
主人公の巨人くんが小学生であることから「試合の登板予定と学校の遠足が重なってしまい、遠足に行きたいと駄々をこねる」「学校の勉強が追いつかなくなり、チームメイトが交代で家庭教師を務める」「ローテーションに入れられているのに居残りさせられタクシーで後楽園球場に飛んでいく」など、小学生らしい話がある一方で、ほとんど実際のプロ野球と変わらない真剣勝負も数多く描かれている、また当時野球漫画の定番となっていた「魔球」という存在が無く、球種も実際に存在しているものに限られている。
巨人くん以外にもプロ野球選手となる少年が登場し、藤田監督時代の謎の外国人球団X編では一緒に練習したチームメイトも12球団それぞれに一人ずつドラフト会議で一位指名され、全員入団している。各球団に入団したチームメイトは、阪神には阪上神一、日本ハムには日野公太などその指名された球団名をもじっている。連載の中で、阪上は巨人くんと直接対戦し、ホームランを放っている。
主人公の巨人くんや家族・クラスメートなどは連載中も歳をとらないが、実在のプロ野球選手は連載時点のメンバーとなっており、70年代後半から80年代半ば位までの選手が登場する。
本作はコロコロコミックの連載と学習雑誌の連載は基本的なストーリーは共通ではあるが、あくまでも独立した作品となっており、特に第2期においてはコロコロコミックでは第1期の続編としての作劇がなされているが学年誌においては生年により読む雑誌が固定され、低学年向けの場合複雑な設定を排除する必要等から第1期は存在しないものとする作劇がなされている。単行本のストーリーはコロコロコミック版がベースとなっており、これに伴い学習雑誌掲載分は修正が行われている、同誌掲載分が後にコロコロで再掲載されることもあった。
単行本は小学館てんとう虫コミックスから全15巻が刊行、2005年に英知出版トラウマコミックから愛蔵版（全2巻）が発売される。またマンガ図書館Zから電子書籍が常時無料配信されている。
単行本最終15巻には最終回特集として各掲載雑誌での最終回が全て収録されており、様々な結末を迎えている。

## 掲載誌
- コロコロコミック：1977年創刊号 - 1979年7月号[注 1]（第1期）、1984年4月号 - 1986年3月号（第2期）
- 小学二年生：1977年2月号 - 3月号（第1期）、1984年2月号 - 1986年3月号（第2期）
- 小学三年生：1977年4月号 - 1986年3月号
- 小学四年生：1978年4月号 - 1979年3月号（第1期）、1984年4月号 - 1986年3月号（第2期）

## あらすじ

### コロコロコミック版

#### 第1期
ジャイアンツの第1期監督時代の長嶋・王の二人が練習休みの日に二人連れ立って街を散歩していると、北町小学校で草野球をやっている少年達に出会う。ところがその中に、小学生ながらプロ顔負けの剛速球を投げる投手巨人くんがいた。実際に投げる球を受けた長嶋は「これは即プロで通用する」と判断し、巨人くんをドラフト会議で指名しジャイアンツに入団させてしまう。

#### 第2期
ジャイアンツの監督に就任したばかりの王は、左腕のリリーフエース不足に悩まされていた。そんな中、長嶋からの電話でアメリカに呼び出される。てっきり新外国人の獲得の相談かと思いきや、行ってみるとそこには第1期の最後で引退、その後両親の仕事の関係でジャイアンツを退団しアメリカに渡っていた巨人くんがいた。両親が日本に帰国するため、日本球界復帰への交渉が事実上解禁となったことから、王は早速巨人くんにジャイアンツ復帰を呼びかける、巨人くんも二つ返事で古巣ジャイアンツへの再入団を決め、日本球界復帰を果たし大活躍する。

### 学習雑誌版
学習雑誌版ではコロコロコミック版とは異なり、第1期は存在しないことになっており、ストーリー展開も複数のパターンが見られるが、多くは巨人くんがドラフト会議で指名されるところからストーリーが始まる。特に長嶋は「謎の覆面紳士」として、覆面を被りノックをするなど、チームメイトと共に巨人くんを徹底的にしごき上げた。そしてドラフト直前に自ら覆面を取って正体を明かし、鼓舞激励した。この時偶然傍を通りかかった原辰徳にその姿を目撃されていることになっている。
また、王が現役を引退し助監督となった1981年4月号スタートの『小学三年生』では、絶対的主砲が抜けたジャイアンツの救世主として、巨人くんは投手ではなく打者として描かれていた。ある日、藤田元司監督と王助監督が次代の主砲を誰に指名するのか頭を悩ませながら街を歩いていると、偶然通りかかった小学校から、校舎を越えるほどの大飛球が飛んで来た。どこの大人が打った打球かと驚きながらグラウンドへ駆けてゆくと、そこにいたのが巨人くんであった。その他、広島カープ所属の小学生選手が外国人外野手であったりと、コロコロコミック版に比べ細部に渡り変更点が多い。この年度の読者は奇しくも1984年4月号から始まったコロコロ版2期の巨人くんと同年代であり、この世代にとっては野手だった巨人くんが説明無くコロコロで投手として帰ってきた形となった。

## 登場人物
名前にリンクがないのは架空の人物。

### 巨人軍
滝巨人（たききよと）
本作の主人公。左投左打でポジションは投手。背番号はジャイアンツの永久欠番である「3」（長嶋の現役時代の背番号）が特別に与えられた。
基本的にはリリーフ投手であるが、先発で登板して勝利投手になるエピソードも存在する。
連載開始当初は球種はストレート以外は投げられず、守備やバッティングにも難があったが、連載が進むにつれてカーブなど変化球も投げられるようになったり、守備やバッティングについても克服するなど次第に成長していく。
ライバルチームからピッチャー返しで一時攻略され、ピッチャー返し恐怖症になったが、堀内に猛特訓を施され克服した。その後、左腕の負傷により代打に転向していたが（第1期）、第2期では投手として復帰している。
名前の読みは、第1期では「きょと」だが、コロコロコミック連載版の第2期では「きょじん」とされている。
巨志（きょし）という大学浪人中の兄がいる。
長嶋茂雄
第1期連載時のジャイアンツの監督。顔はあまり1976 - 79年頃の本人とは似ておらず、1960年代の現役時代のような青年顔である。1976年オフシーズンの時点でもバッティングセンスはさほど衰えておらず、「6番打者くらいなら今でも出来る」と自負していた。第2期では連載当時の年齢相応の顔立ちや性格となっている。
王貞治
第1期連載時は先輩選手として、第2期はジャイアンツの監督として登場。第1期に関してはストーリー上、同僚ということもあり巨人くんに対しては長嶋より王が関与することが多い。家庭教師を買って出たり、観客として試合を見に来ていた少女（実は掛布目当て）と「お見合い」を行うなど面倒見が良い。第2期で監督となってからは厳しい面も見せるようになったが、巨人くんが子供である事からある程度のわがままも許している。
杉下茂
第1期連載時に登場。当時ジャイアンツのコーチだった杉下は長嶋の片腕とも言える存在として描かれていた。
堀内恒夫
巨人くんのプロ一年目のキャンプで長嶋監督から世話係を任命され、公私ともにプロの心構えを伝授した兄貴分的存在。巨人くんのピッチャー返し恐怖症を猛特訓で克服させた。また勉強不足のエピソードのときは王から家庭教師の一人として指名された。巨人くんの気が緩んだときは、旅行に連れていくふりをしてファーム（二軍）の練習を見学させ、闘争心に火をつけた。
第1期第2期を通じて巨人くんのプロ野球人生においての最大の恩人であり、彼が実際のプロ野球界と連動してジャイアンツを退団した後は、巨人くんはしばらく落ち込んでいた。
中畑清
第2期連載時における、ジャイアンツ野手陣のリーダー格。ムードメーカーとして、巨人くんに激励を与えることがしばしばあった。「野球は気迫」が信条で、なんでも精神論・根性論で押し切るところが多い。
江川卓
第2期連載時における、巨人くんの先輩投手。理論派で、精神論・根性論一本鎗の中畑とは指導方針をめぐって対立することが多かった。（江川が登場する漫画作品においては本作に限った事ではなかったが）実際の本人よりも腹の大きさが強調されている。
原辰徳
第2期連載時における、巨人くんの先輩野手。巨人くんにバッティングの指導をする。
原と前述の中畑・江川はチームメイトでも巨人くんと特に仲が良く、巨人くんと共に行動することが多い。
河埜和正
第2期連載時における、巨人くんの先輩野手。巨人くんが完全試合達成目前のところでエラーをしてしまい、関係がぎくしゃくしていたが、次の試合では巨人くんがピッチャー返しを取り損ねたところを、頭にケガを負いながらもファインプレーで捕ってアウトにし、信頼関係を回復した。ライバルが多ければ多いほど燃える性格で、一軍のポジション争いでは巨人くんを圧倒するほどの気迫を見せた。
桑田真澄
第2期連載時における、巨人くんの後輩投手。当時新人だった桑田の教育係を巨人くんが務めた（巨人くんがジャイアンツを退団するため、その後継としての面があった）。小学生の巨人くんに指導されることに強く反発したが、巨人くんに投球勝負を申し出て敗北したことで、巨人くんを一人前のプロ野球選手だと認めた。オープン戦の西武ライオンズ戦で、PL学園のチームメイトである清原和博との対決を迎えた際、巨人くんから「プロ野球選手として一番大事な事」を教わる。

### 他球団
山本浩二（広島）
巨人くんの最大のライバルの一人。第1期から第2期にかけて巨人くんと鎬を削り合う。日米野球やオールスターゲームでは巨人くんの良き味方となる。
田淵幸一（阪神→西武）
巨人くんの最大のライバルの一人。第1期では持ち前のパワーで巨人くんを大いに苦しめる。第2期の終盤で引退の際にインタビューで「巨人くんともっと勝負がしたかった」と語る。
掛布雅之（阪神）
対巨人くんの特訓では地面に穴をほり、その中から山本和行（阪神）に投球させた。→巨人くんは小学生のため背が低く、球筋が低めに集まって打ちにくいので、巨人くんの背丈にあわせるために穴を掘った。
ブーマー・ウェルズ（阪急）
オールスター戦で登場。非常にハングリー精神が強く、巨人くんから差し出されたハンバーガーに対し激しい拒否反応を示した（給料の安いマイナーリーグは食事と言えばハンバーガーだったため）。
広田島太郎（広島）
ホームラン級のあたりもキャッチする跳躍力を持つ守備力にすぐれた小学生投手。第1期に登場。
ジョア・カイザー（ヤクルト）
アメリカンスクール在学の中学生投手。マジックホップボールにより巨人くんを翻弄する。第1期に登場。
阪田神介（阪神）
大阪から巨人くんのクラスへやってきた文武両道の転校生。実は阪神の投手で彼の登場によりペースを崩された巨人くんはスランプに陥る。第1期に登場。
広島健児（広島）
広島カープが巨人くん対策として入団させた小学生選手。小柄な体格とは裏腹にパワーヒッターであり、ピッチャーライナーは巨人くんの体を吹き飛ばしそうなほどの勢いだった。ポジションはファースト。背番号83は、山本浩二と衣笠祥雄の番号に由来。「野球は科学」が信条で、自宅には大掛かりなトレーニング器具とコンピュータが用意されており、データ分析を駆使して試合に臨む。第2期に登場。
浪花球太（阪神）
阪神が巨人くん対策として入団させた小学生選手。「野球は銭」が信条で、ヒットを打てば吉田監督からポケットマネーで特別ボーナスを払うよう要求する。浜風の逆風を受けながらもバックスクリーンまで打球を運ぶことができるなど、長打力は目を見張るものがある。第2期に登場。

### その他の登場人物
まゆみちゃん
巨人くんのクラスメイトのガールフレンド。幾度となく後楽園球場に足を運んで巨人くんを応援する。他にも巨人くんのことを電話で励ましたり、巨人くんのために応援歌（テーマソング）を作成するなど、巨人くんにとって心の支えとなっている。
大矢先生（おおやせんせい）
第1期連載時に登場。巨人くんの担任である女の先生。野球嫌いであるため野球のことしか頭にない巨人くんに対して厳しくあたることもあるが、学校と野球の両立に懸命な努力をする巨人くんに理解を示すことも多く、“一発病”に陥った巨人くんの応援のために後楽園球場まで足を運んだこともある。
滝巨志（たききよし）
巨人くんの兄。浪人生で大学の受験に5回失敗している。口癖は「ナンセンス」。
お父さん
巨人くんの父親。名前は不明。温厚で穏やかな性格をしている。
お母さん
巨人くんの母親。名前は不明。夫と共に巨人くんを影からサポートする。巨人くんの学業の遅れを心配し、溜めた宿題を練習場に持って訪れたこともあった。